# إخفاء (شخصية)

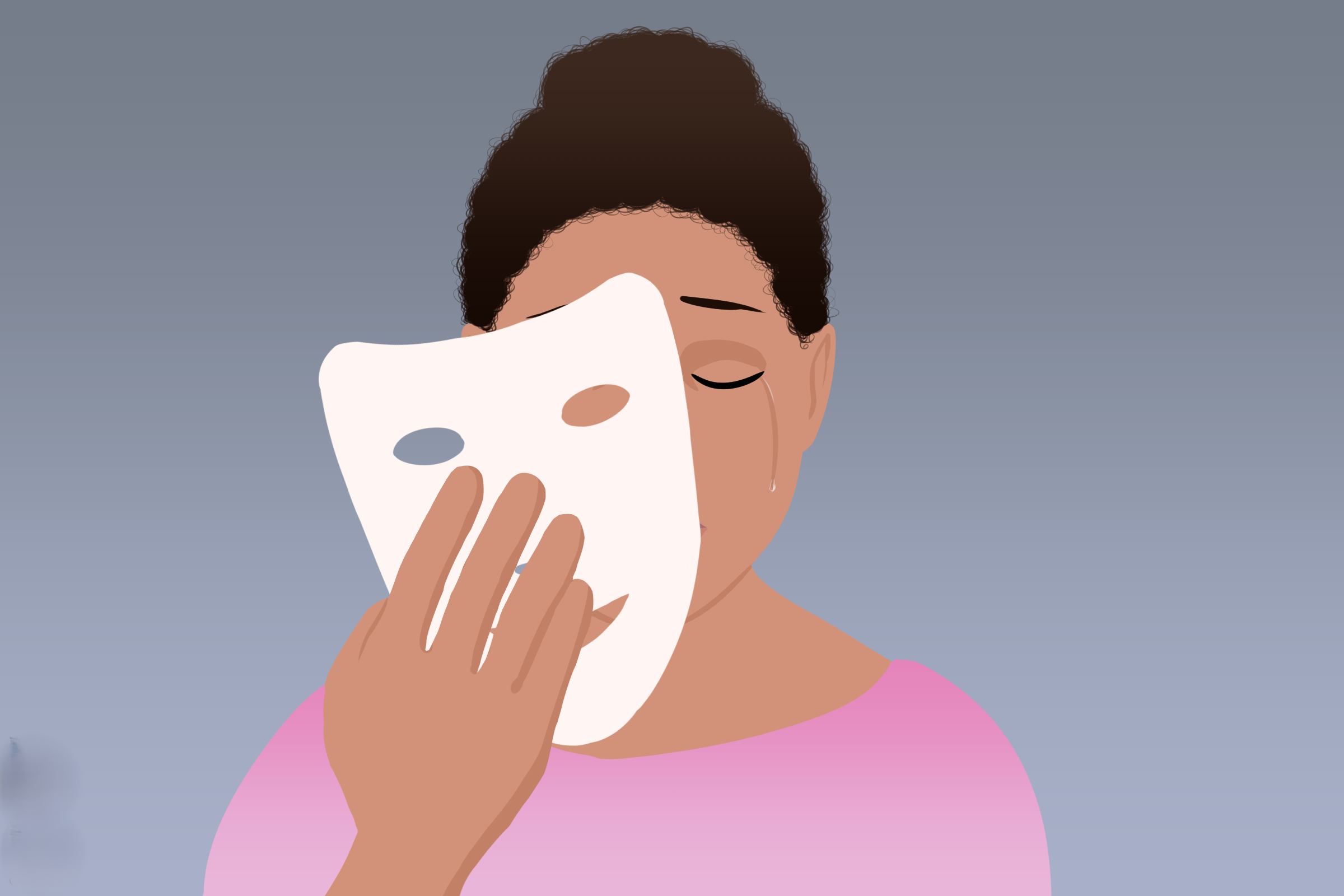
"الإخفاء" هو عمل إخفاء طوعي للشخصية الحقيقية، كما لو كان وراء قناع مادي أو مجازي

في علم النفس وعلم الاجتماع فإن الإخفاء (بالانجليزية: Masking) هو العملية التي يقوم فيها الفرد بتمويه شخصيته أو سلوكه الطبيعي ليتوافق مع الضغوط الاجتماعية أو الإساءة أو التحرش. ويمكن أن يتأثر الإخفاء بشدة بالعوامل البيئية مثل الوالدين الاستبداديين، والرفض، والاعتداء العاطفي والجسدي أو الجنسي. كما يمكن أن يكون الإخفاء سلوكًا يتبناه الأفراد لا شعوريًا كآليات للتكيف أو استجابة للصدمة، أو يمكن أن يكون سلوكًا واعًا يتبناه الفرد ليتناسب مع المعايير المجتمعية المتصورة. يرتبط الإخفاء بالحفاظ على السلوك الأدائي داخل الهياكل الاجتماعية والثقافات.
يشير إخفاء التوحد إلى قمع سمات التوحد أو المتباينة العصبية لتمريرها داخل المجتمع، وهو محور رئيسي لأبحاث التنوع العصبي.

## تاريخ الإخفاء

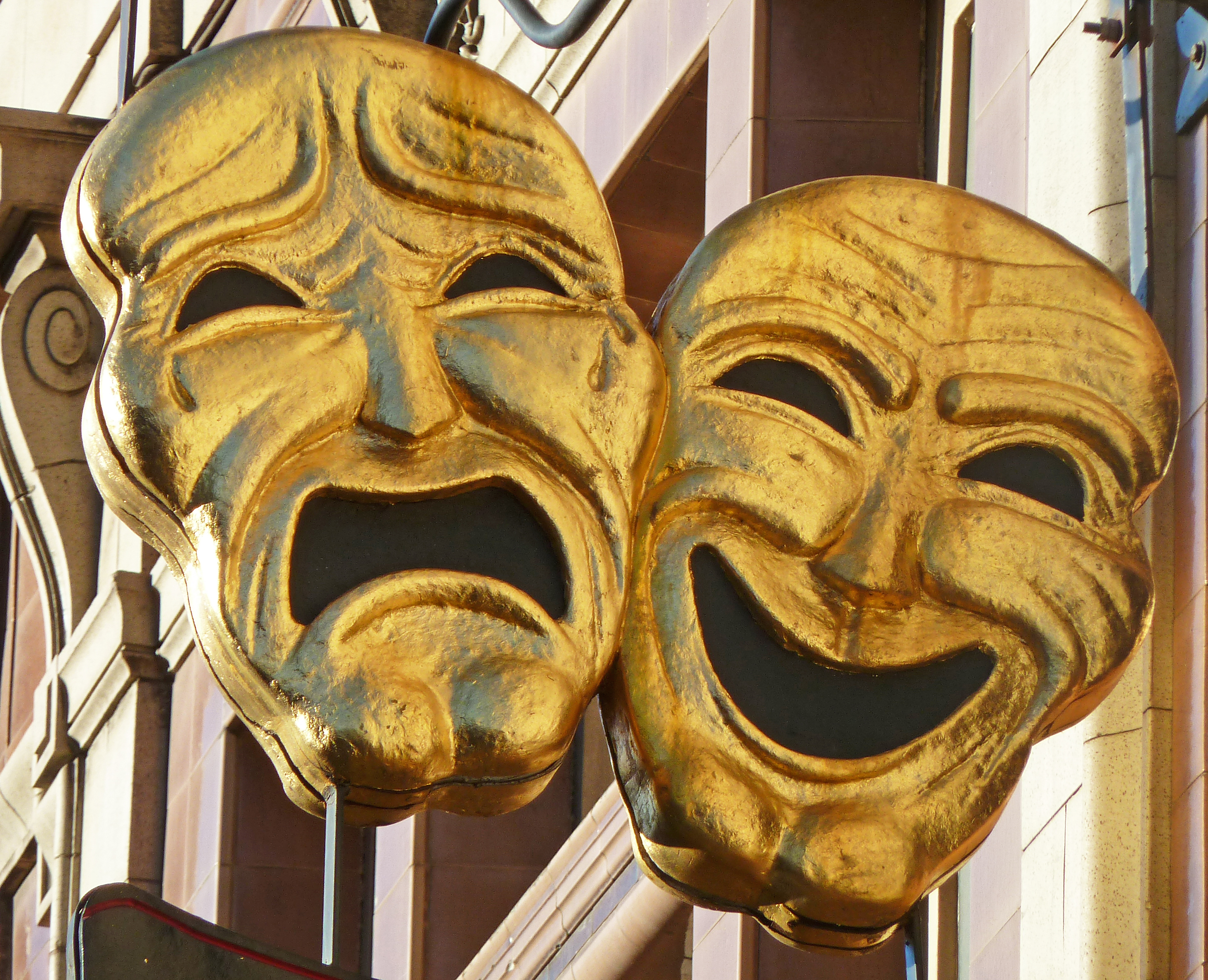
في المسرح، تُستخدم أقنعة الكوميديا والتراجيديا لمساعدة الممثلين على تصوير مشاعرهم على غرار الطريقة التي يرتدي بها الناس في المجتمع قناعًا لتصوير المشاعر المقبولة

وُجد القناع منذ العصور القديمة، حيث أشار إليه مؤلفون مثل شكسبير في روايات قبل وقت طويل من تحديد القناع رسميًا ودراسته في علم النفس. يعود الفضل إلى فرانتز فانون في تحديد القناع في كتابه "بشرة سمراء، واقنعه بيضاء" لعام 1957، والذي يصف سلوك الإخفاء في العلاقات العرقية داخل الولايات المتحدة الطبقية بعد الحرب. يشرح فانون كيف تبنى الأمريكيون من أصل أفريقي، خاصة أولئك الذين لديهم رأس مال اجتماعي منخفض، سلوكيات معينة لتشبه البيض بالإضافة إلى سلوكيات أخرى تهدف إلى إرضاء البيض وتعزيز المكانة الاجتماعية الأعلى للرجل الأبيض.
 
تم استخدام مصطلح الإخفاء لوصف فعل إخفاء الاشمئزاز من قبل بول إيكمان (1972) وفريزين (1969). كان يُنظر إليه أيضًا على أنه سلوك مكتسب. أظهرت الدراسات التنموية أن هذه القدرة تبدأ في وقت مبكر من مرحلة ما قبل المدرسة وتتحسن مع تقدم العمر. يستخدم الإخفاء في الغالب لإخفاء المشاعر السلبية (عادة الحزن، والإحباط، والغضب) بمشاعر إيجابية أو عاطفة غير مبالية.

## الأسباب
تشمل الدوافع الاجتماعية للإخفاء التمييز الاجتماعي والهيمنة الثقافية والعنف. تجادل إليزابيث رادولسكي بأن الإخفاء هو أداء ثقافي ضمن مفهوم جوديث بتلر للأداء الذي يساعد الأفراد على تجاوز الحواجز الثقافية والهيكلية.

### السياقات الظرفية
أسباب الإخفاء سياقية وظرفية للغاية. قد يخفي الإخفاء المشاعر التي تعتبر غير مناسبة اجتماعيًا في سياق ظرفية، مثل الغضب أو الغيرة أو الغضب. قد يتخفى الأفراد في مواقف اجتماعية معينة، مثل مقابلات العمل أو المواعيد، أو حول أشخاص من ثقافات أو هويات أو أعراق مختلفة. نظرًا لأن المواقف الاجتماعية المختلفة تتطلب أداءً مختلفًا، فغالبًا ما يقوم الأفراد بتبديل الأقنعة ويظهرون سلوكيات إخفاء مختلفة في سياقات مختلفة. يشير التناوب اللغوي، على الرغم من ارتباطه أكثر باللغويات، إلى عملية تغيير سلوك إخفاء المرء حول الثقافات المختلفة في الأنثروبولوجيا الاجتماعية والثقافية. العوامل السياقية بما في ذلك العلاقات مع شريك المحادثة، والاختلافات في رأس المال الاجتماعي (الطبقة)، والموقع، والإطار الاجتماعي كلها أسباب تجعل الفرد يعبر عن عاطفة أو يقمعها أو يخفيها.
هناك تفاوت بين الجنسين في سلوك الإخفاء ؛ تظهر الدراسات أن النساء يخفون المشاعر السلبية بدرجة أكبر من الرجال. وفقًا لعالمة النفس تيريزا ديفيس، قد يكون هذا بسبب التوقعات الاجتماعية الأكبر للتوافق الموضوعة على أدوار الجنسين، مما يتسبب في تطوير النساء للمهارة إلى حد أكبر من الرجال أثناء التنشئة الاجتماعية في مرحلة الطفولة.

## اخفاء التوحد
تم وصف بعض المصابين بالتوحد بأنهم قادرون على "إخفاء" أو "تمويه" علامات التوحد لديهم من أجل تلبية التوقعات الاجتماعية. قد يتضمن ذلك قمع سلوك التحفيز الذاتي، أو تظاهر بابتسامة في بيئة يجدها غير مريحة أو مؤلمة، أو تقييم سلوكهم بوعي وتقليد الآخرين، أو اختيار عدم التحدث عن اهتماماتهم الخاصة.
قد يستخدم الأشخاص التوحديون الذين يعانون من صعوبات في المحادثة أيضًا استراتيجيات أكثر تعقيدًا مثل كتابة مخطط تفصيلي للمحادثة وتطوير "قواعد" واعية للمحادثات، ومراقبة ما إذا كان يتم اتباعها بعناية.
غالبًا ما يتعلم المصابون بالتوحد قواعد المحادثة والسلوكيات الاجتماعية وتقنيات الإخفاء من خلال مشاهدة البرامج التلفزيونية ووسائل الإعلام الأخرى، وغالبًا ما يتعلمون كيفية تقليد سلوك الشخصية. نظرًا لأن الإخفاء غالبًا ما يكون جهدًا واعيًا، فقد يكون من المرهق للأشخاص المصابين بالتوحد إخفاء القناع لفترة طويلة من الوقت. أشار الأشخاص الذين يعانون من التوحد إلى القبول الاجتماعي، أو الحاجة إلى الحصول على وظيفة، أو تجنب النبذ، أو تجنب الإساءة اللفظية أو الجسدية كأسباب للإخفاء.
تخفي النساء المصابات بالتوحد إلى حد وتعقيد أكبر من الرجال المصابين بالتوحد وغالبًا ما يتم تشخيصهم بشكل ناقص نتيجة لذلك.
قد يغيب الإخفاء حاجة الشخص للدعم. وجدت الأبحاث أن إخفاء التوحد يرتبط بالاكتئاب والانتحار. وصف العديد من البالغين المصابين بالتوحد في أحد الاستطلاعات الإرهاق الشديد من محاولة التظاهر بأنهم غير مصابين بالتوحد. يمكن أن يؤدي الإخفاء لفترات طويلة إلى الإرهاق والصدمات العاطفية. العلاجات التي تعلم المصابين بالتوحد القناع، مثل بعض أشكال تحليل السلوك التطبيقي، مثيرة للجدل.

## النتائج
لا يُعرف الكثير عن تأثيرات إخفاء المشاعر السلبية. في مكان العمل، يؤدي الإخفاء إلى مشاعر التنافر، وعدم الصدق، وعدم الرضا الوظيفي، والإرهاق العاطفي والجسدي، والمشكلات الصحية المبلغ عنها ذاتيًا. أبلغ البعض أيضًا عن تعرضهم لأعراض جسدية وتأثيرات فسيولوجية وإدراكية ضارة نتيجة لذلك.

## أنظر أيضا
- شخصية بديلة
- يهودي الحجرة
- آلية الدفاع
- أقلية نموذجية
- إدارة وصمة العار